# Pinggu
Pinggu, tidigare stavat Pingku, är ett stadsdistrikt i Pekings storstadsområde i Kina.
Pinggu är indelat i två stadsdelsdistrikt, 14 köpingar (varav fyra benämns områden) och två socknar:
Stadsdelsdistrikt:
- Binhe (滨河街道)
- Xinggu (兴谷街道)

Köpingar:

- Dahuashan (大华山镇)
- Daxingzhuang (大兴庄镇)
- Donggaocun (东高村镇)
- Liujiadian (刘家店镇)
- Machangying (马昌营镇)
- Nandulehe (南独乐河镇)
- Shandongzhuang (山东庄镇)
- Wangxinzhuang (王辛庄镇)
- Xiagezhuang (夏各庄镇)
- Zhenluoying (镇罗营镇)

Köpingar som benämns områden (地区): 
- Jinhaihu (金海湖地区)
- Mafang (马坊地区)
- Yukou (峪口地区)
- Yuyang (渔阳地区)

Socknar:
- Huangsongyu (黄松峪乡)
- Xiong’erzhai (熊儿寨乡)